# Koschwa
Die Koschwa (russisch Ко́жва, Большая Ко́жва (Bolschaja Koschwa, Große Koschwa), Ковжа (Kowscha)) ist ein linker Nebenfluss der Petschora in der Republik Komi in Nordwestrussland.
Die Koschwa entsteht am Zusammenfluss ihrer Quellflüsse Tschornaja Koschwa (Schwarze Koschwa) und Belaja Koschwa (Weiße Koschwa). Sie durchfließt eine boreale Waldlandschaft in überwiegend ostnordöstlicher Richtung. Ihre wichtigsten Nebenflüsse sind Lusa von links und Tschikschina von rechts. Nach 194 km erreicht sie westlich der Stadt Petschora den Fluss Petschora. Die Gesamtflusslänge einschließlich des rechten Quellflusses Belaja Koschwa beträgt 221 km. Die Koschwa entwässert ein Areal von 9560 km². Zwischen Ende Oktober / Anfang November bis Ende April / Mitte Mai ist die Koschwa eisbedeckt. Das Frühjahrshochwasser während der Schneeschmelze trägt maßgeblich zum Jahresabfluss bei.
Südlich der Mündung der Koschwa befindet sich die gleichnamige Siedlung Koschwa.